# Theresianum
El Theresianum (de Collegium Theresianum) o Academia Teresiana (en alemán: Theresianische Akademie), oficialmente Escuela Pública de la Fundación de la Academia Teresiana (Öffentliches Gymnasium der Stiftung Theresianische Akademie), es un establecimiento público instalado en un local centenario en Viena, distrito 4. Antigua escuela de élite para la alta administración imperial, hoy es un gymnasium que comparte sus instalaciones con la Escuela de Servicios Diplomáticos (Diplomatische Akademie Wien). Desde 2011, también dispone de un jardín de infancia y una escuela primaria. 
Antes de la disolución del Imperio austrohúngaro, fue conocido como la Real e Imperial Academia Teresiana. Entre sus alumnos más ilustres se encontraba el entonces príncipe español Alfonso de Borbón, quien cursó sus estudios entre 1872 y 1874, y que a finales de ese último año fue proclamado rey de España con el título de Alfonso XII.
El edificio del gymnasium, un palacio barroco, está inscrito en el registro de patrimonio histórico de Austria. 

## Historia
Propiedad desde 1614 de la casa imperial austríaca, la finca recibió el nombre de Favoritenhof (‘La Favorita’) en 1623, siendo el palacio de verano preferido de los emperadores Leopoldo I, José I y Carlos VI. Estos monarcas realizaron numerosas mejoras y ampliaciones del palacio, que había sido parcialmente destruido durante el Sitio de Viena de 1683.
María Teresa de Austria donó el edificio a los jesuitas con el fin de que abrieran un colegio y una escuela de equitación dedicada particularmente a jóvenes de familias nobles. La misión esencial de aquel nuevo establecimiento era la formación de funcionarios y diplomáticos cultos y devotos de la Corona. A lo largo de los siglos XVIII y XIX, los edificios se ampliaron y se construyeron pisos adicionales.
En 1783, el príncipe reformador José II de Austria suprimió todas las escuelas de equitación del dominio hereditario de Austria y, por tanto, también el Theresianum, pero en 1797 el emperador Francisco II de Austria autorizó su reapertura, encomendándola a los hermanos escolapios. La fachada fue remodelada en estilo clásico. Al final de la Revolución de 1848, el emperador Francisco José I de Austria concedió la admisión a esta escuela «a los niños de la burguesía».
Con el Anschluss (1938), las autoridades nazis cerraron la Academia de la Reina Teresa, pero el 13 de marzo de 1939 abrieron una escuela para ejecutivos del régimen (Napola). Esta escuela fue destruida durante los bombardeos de 1944-45. Después de la capitulación nazi, las autoridades de ocupación soviéticas, responsables del distrito 4 de Viena, confiaron el Theresianum a la USIA, el consorcio para la gestión del botín de guerra soviético.
Con la constitución austriaca de 1955, el Estado austriaco y por lo tanto la fundación del Theresianum recuperaron la posesión del local el 20 de septiembre de 1955, y en septiembre de 1957 se pudieron reanudar las clases de la escuela privada. La reparación de los edificios destruidos durante la guerra fue financiada por el Estado de 1956 a 1964. En 1964, el Ministerio Federal de Relaciones Exteriores cerró parte de las instalaciones para restablecer allí el Centro de Formación Diplomática: de hecho, fue el regreso de esta institución al local que ocupaba 60 años antes.
En la actualidad, más allá del plan de estudios básico, la escuela prioriza la educación internacional y la práctica de idiomas extranjeros: además de literatura alemana, se enseña inglés, francés, latín y ruso. Se ofrecen cursos opcionales en deportes, artes plásticas, creatividad, tecnologías de la información y la comunicación y música, así como estudios de casos de economía. La escuela ofrece planes tanto de internado como de media pensión. El Instituto de Secundaria tiene actualmente 800 estudiantes. Varios son extranjeros o proceden de Länder alejados de la capital: en este último caso, pueden acceder a un internado.